# Tegnestuen Vandkunsten
 For alternative betydninger, se Vandkunsten (flertydig). (Se også artikler, som begynder med Vandkunsten)
Tegnestuen Vandkunsten A/S er en arkitektvirksomhed i København. Tegnestuen har omkring 70 medarbejdere og beskæftiger sig hovedsageligt med boligbyggeri, planlægning og renovering.
Virksomheden blev stiftet i 1970 af Svend Algren, Jens Thomas Arnfred, Michael Sten Johnsen og Steffen Kragh. De vandt dengang en idékonkurrence for tæt-lav boligbyggeri med et projekt der senere blev udviklet og opført som Tinggården i 1978. I dag består ejerkredsen af fem mangeårige medarbejdere og partnere.
Arkitekterne i Vandkunsten var især i starten kendt for deres bofællesskaber. Desuden er der i en del projekter anvendt almindelige massefremstillede materialer omsat til et egentligt arkitektonisk udtryk. Tidlige projekter kan ofte kendes på brugen af sort i træværk eller plademateriale
Tegnestuen har gennemgående haft en stærk bæredygtig profil, fokus på Livscyklusvurdering, en udpræget grad af præfabrikation, trækonstruktioner, samt genanvendelse af byggematerialer.

## Værker
Tegnestuen har blandt andet tegnet følgende projekter:
- Tinggården i Herfølge (1978)
- Fuglsangpark i Farum (1983)
- Trudeslund i Birkerød
- Søhusene i Birkerød
- Dianas Have i Hørsholm (1992)
- Torpedohallen på Holmen i København (2003)
- Sømærk på Teglholmen i København (2008)
- City in Between på Universitetsboulevarden i Aalborg
- Køge Kyst (2010)
- Danmarkshusene i Rødovre (2013)
- Renovering af Konstabelskolen på Margretheholm i København (2014). Projektet modtager RENOVERprisen 2016
- Hamar Kulturhus (2014)
- Byhusene på Islands Brygge i København (2015)

## Priser
Blandt tildelte priser kan nævnes Nykredits Arkitekturpris (1990), Boligbyggeriet Sømærk modtog i 2008 diplom fra Foreningen til Hovedstadens Forskønnelse for enestående og smukt byggeri.
I 2009 tildeles Vandkunsten Alvar Aalto-medaljen for kreativ arkitektur. Det var første gang, at prisen blev tildelt et kollektiv.
Firmaet har endvidere modtaget Mies van der Rohe-prisen og Eckersberg Medaillen
(1982). I 2015 er Vandkunsten den første modtager af Nykredits Bæredygtighedspris.